# Paul Zsolnay Verlag
Le Paul Zsolnay Verlag est une maison d'édition autrichienne fondée à Vienne en 1924.

## Historique

### De 1924 à 1945
La maison d'édition est fondée par Paul Zsolnay en 1924. Le premier ouvrage publié est le Roman de Verdi de Franz Werfel. Zsolnay convainc l'auteur de lui confier la publication  prévue au Kurt Wolff Verlag, alors l'éditeur de Werfel. Le succès du livre permet à Zsolnay de développer sa maison d'édition et d'attirer les principaux noms du Kurt Wolff Verlag, Max Brod et Heinrich Mann. Parmi les auteurs à succès de Zsolnay, on compte également les Anglo-Saxons H. G. Wells, John Galsworthy, Sinclair Lewis ou le français Roger Martin du Gard.
En 1938, avec l'annexion de l'Autriche au Troisième Reich, la maison est « arianisée ». Paul Zsolnay s'exile au Royaume-Uni en novembre de la même année.

### De 1945 à nos jours
Après la guerre, Paul Zsolnay rentre à Vienne et récupère sa maison d'édition qu'il dirige jusqu'à sa mort en 1961.
En 1996, Zsolnay Verlag est acheté par l'éditeur munichois Carl Hanser.

## Auteurs
Parmi les nombreux auteurs publiés par Paul Zsolnay Verlag, on compte Alexander Lernet-Holenia, Leo Perutz, Max Brod, Franz Werfel, Franz Theodor Csokor, Arthur Schnitzler, Friedrich Torberg, Felix Salten, Hilde Spiel, Heinrich Mann, John le Carré, Stephen King, Ivo Andrić, Claudio Magris, John Steinbeck.